# Anja Sommavilla
Anja Sommavilla (* 5. September 1987) ist eine ehemalige deutsche Schauspielerin.

## Leben
Anja Sommavilla wuchs in München als Tochter italienischer Eltern zweisprachig auf und besuchte dort auch das Gymnasium. Ab 1996 wirkte sie an Fernsehsendungen mit, darunter Verkehrsvideos mit Michael Schanze (1996), Auweia (1998), Kein Geld der Welt (Tanzauftritt, 1998) und Unser Wasser (Lehrfilm für Schulen, 1999). Bekannt wurde sie 2001 durch ihre Rolle als Pony Hütchen in dem Film Emil und die Detektive.
Neben ihrer Schauspieltätigkeit nahm sie an Hip-Hop-Wettbewerben teil; 1995 wurde sie deutsche Meisterin in der Gruppenwertung, 2000 belegte sie bei den deutschen Hip-Hop-Meisterschaften den zweiten Platz.
Inzwischen ist Sommavilla nicht mehr schauspielerisch tätig. Von 2008 bis 2011 studierte sie an der Universität Wien, von 2011 bis 2013 an der Universität Amsterdam Psychologie. Nach ihrem Studium arbeitete sie selbst fünf Jahre an der Universität Amsterdam, an der sie sich zum Junior Lecturer emporarbeitete. Im Anschluss wechselte sie zum Nederlands Centrum voor OverheidsDiensten (NCOD). Seit September 2021 ist sie als Lead Consultant bei der Syspons GmbH in der Region Köln/Bonn tätig.

## Filmografie
- Verkehrsvideos mit Michael Schanze (1996)
- Kein Geld der Welt (1998)
- Auweia (1998)
- Unser Wasser (1999)
- Emil und die Detektive (2001)
- Bibi Blocksberg (2002)
- Unsre Mutter ist halt anders (2003)
- Bibi Blocksberg und das Geheimnis der blauen Eulen (2004)